# 埃爾舍姆
埃爾舍姆（Aylsham）是英國英格蘭的一個集鎮和民政教區，位於諾福克郡北部，諾維奇以北約15 km（9.3 mi）處。2001年時，埃爾舍姆有人口5,504人。2011年減少至3,999人。

## 外部連結
- Information from Genuki Norfolk （页面存档备份，存于） on Aylsham
- 《末日審判書》上的Aylsham